# Filocália
A Filocalia (em grego: φιλοκαλία; romaniz.: Philokalia; "amor ao belo, ao bom") é um livro clássico da literatura católica ortodoxa. Nele encontramos conselhos sobre o hesicasmo, como alcançar os três estados espirituais, katharsis (purificação), theoria (iluminação) e theosis (glorificação). Filocalia significa "amor à beleza", ou "amor ao bem". Foi uma obra realizada originalmente por Orígenes. Em 1782 foi publicada em Veneza sob o nome de Filocalia. Em finais do século XIX foi publicada pela primeira vez em grego pelo Católico Ortodoxo São Nicodemos. Trata-se de uma grande compilação de correspondência entre anciãos Ortodoxos das mais variadas épocas e nacionalidades. Com textos de mais de trinta autores, desde Santos Padres do Deserto e Santos do século XIV. O sucesso recente da Filocalia deu-se por causa das publicações da mesma obra em língua inglesa em finais do século XX. As primeiras a serem realizadas na história para além do grego, e o mesmo para com o português, que aconteceu no século XXI. Os editores principais destas publicações em inglês foram coordenados por Bispos e Presbíteros Católico Ortodoxos.